# Laurens Rijnbeek
Laurens Rijnbeek (Arnhem, 22 mei 1981) is een voormalig Nederlands voetballer die bij voorkeur centraal achterin speelde. Hij speelde onder meer voor RKHVV, Achilles '29, VV De Bataven en SV DFS.

## Carrière
Rijnbeek begon zijn carrière bij VDZ uit Arnhem, waar hij geboren en opgegroeid is. Hier stroomde de sterke verdediger als jeugdspeler door tot de selectie. Na enkele jaren vertrok Rijnbeek naar RKHVV uit Huissen. Met RKHVV speelde hij in de bovenste regionen van de Eerste Klasse, maar misten ze steeds de stap naar de Hoofdklasse. In 2006 vertrok de Arnhemmer naar VV De Bataven.

### VV De Bataven
Bij De Bataven werd Rijnbeek in zijn eerste seizoen meteen kampioen werd in de Eerste Klasse. In het volgende seizoen beleefde De Bataven een succesvol debuutseizoen met een zevende plek in de Hoofdklasse. In datzelfde jaar werd Rijnbeek veelvuldig bekeken door FC Den Bosch, waar Theo Bos aan het roer stond. Tot een overstap kwam het uiteindelijk niet. In 2009 eindigden de Gendtenaren op de laatste plaats, waardoor ze degradeerden naar de Eerste Klasse. Dit gebeurde zonder Rijnbeek, die met een gebroken enkel vrijwel het gehele seizoen miste. Hier werd De Bataven met Rijnbeek als aanvoerder vierde, vier punten achter Rijnbeek's oude club RKHVV. Via de nacompetitie wist De Bataven niet terug te promoveren naar de Hoofdklasse en Rijnbeek besloot Gendt te verruilen voor Groesbeek. Hij koos voor Achilles '29, die vanaf dat seizoen zouden instromen in de nieuwe Topklasse Zondag.

### Achilles '29
In zijn eerste seizoen was Rijnbeek direct de eerste keus en startte de eerste vijftien competitiewedstrijden als basisspeler, waarvan het merendeel met Tim Sanders naast hem. Rijnbeek speelde in het seizoen waarin Achilles '29 tweede werd achter FC Oss en de Districtsbeker Oost en de KNVB beker voor amateurs won 26 van de 28 competitiewedstrijden. Hierin wist hij niet te scoren, maar met slechts 25 tegendoelpunten had enkel FC Oss een betere verdediging.
Ondanks het verloren landskampioenschap promoveerden de Groesbekers naar de Eerste Divisie. Rijnbeek verloor zijn basisplaats aan de nieuwe Steven Edwards. Op 18 augustus debuteerde Rijnbeek in het betaald voetbal in de thuiswedstrijd tegen Jong FC Twente als invaller voor Tim Konings. Vanwege een blessure moest hij tot 26 oktober wachten alvorens hij weer een wedstrijd speelde. Door de ernstige blessure van Konings, bleef Rijnbeek centraal achterin staan. In december werd bekend dat Rijnbeek kraakbeenletsel heeft opgelopen in zijn knie, hij kon echter wel spelen tegen Helmond Sport. Enkele dagen later werd bekend dat Rijnbeek na het seizoen 2013/14 Achilles zal verlaten. Tot het einde van het seizoen stond Rijnbeek in de basis, samen met Migiel Zeller. Hoewel Rijnbeek in zijn laatste seizoen op De Heikant werd uitgeroepen tot speler van het seizoen, kon hij niet voorkomen dat Achilles '29 op de laatste plaats eindigde. In maart 2014 werd bekend dat VV Bennekom zijn nieuwe club zou worden. In het seizoen 2016/17 speelde hij voor SV DFS waarna hij zijn loopbaan beëindigde.

## Erelijst
VV De Bataven
- Eerste Klasse Zondag: 2007

 Achilles '29
- Topklasse Zondag: 2012, 2013
- Algemeen amateurkampioenschap: 2012
- Districtsbeker Oost: 2011
- KNVB beker voor amateurs: 2011
- Super Cup amateurs: 2011, 2012
- Gelders sportploeg van het jaar: 2012, 2013